# Lars Regnér
Lars Regnér, född den 11 november 1746 i Fivelstads socken, Östergötland, död den 7 oktober 1810 i Uppsala, var en svensk astronom och tecknare. Son till komministern i Fivelstad, Gustaf Regnér, 1697-1748, och Ebba Catharina Kylander, 1727-1799. Farföräldrarna var kyrkoherden i Regna, Laurentius Regnerus och Elisabeth Andersdotter Hagman. Han var bror till Gustaf Regnér.
Regnér blev filosofie magister vid Uppsala universitet 1776 och docent i fysik 1780, adjunkt i samma ämne 1785, e.o. professor i astronomi 1796, astronomie observator 1798 och ordinarie professor i astronomi 1799.
Till ledning vid universitetsstudierna utgav Regnér en Inledning til naturläran, vilken enligt hans plan skulle omfatta mekanik, fysik, meteorologi och astronomi samt även läran "om lefvande och organiserade kroppar". Av detta enligt planen omfångsrika arbete utkom dock ej mer än två delar (1785, 1797), av vilka den förra behandlar den allmänna mekaniken, den andra astronomin. På vissa punkter innehåller detta arbete mer än endast ett kompendium. Han diskuterar till exempel i slutet av andra delen tämligen utförligt frågan om världssystemets stabilitet och söker vederlägga de skäl, som mot antagande av denna stabilitet anförts av Daniel Melanderhjelm.
Regnér utgav även omkring trettio avhandlingar, vilka nästan uteslutande behandlade speciella astronomiska frågor, och författade några kortare artiklar, publicerade i Franz Xaver von Zachs Monatliche Correspondenz och Berliner astronomisches Jahrbuch. En disputation av honom om solens parallax (1807) föranledde en skarp kritik av Jöns Svanberg i en 1808 på latin utgiven broschyr, som av Regnér besvarades i samma ton med på svenska skrivna Anmärkningar... til Kongl. Vettenskaps Academiens i Stockholm bedömande öfverlåtne (1808). Samtidigt med denna skriftväxling fördes mellan de båda antagonisterna även en tidningspolemik (i "Stockholms-Posten") om samma fråga. Regnér finns representerad vid Nationalmuseum i Stockholm